# Макс Метцкер
Макс Метцкер  (англ. Max Metzker, 8 березня 1960) — австралійський плавець, олімпійський медаліст.

## Виступи на Олімпіадах
| Олімпіада     | Дисципліна                             | Місце     |
| ------------- | -------------------------------------- | --------- |
| Монреаль 1976 | плавання на 400 метрів вільним стилем  | 3 h7 r1/2 |
| Монреаль 1976 | плавання на 1500 метрів вільним стилем | 6         |
| Москва 1980   | плавання на 400 метрів вільним стилем  | 7         |
| Москва 1980   | плавання на 1500 метрів вільним стилем | 3         |
| Москва 1980   | естафета 4 × 200 вільним стилем        | 3 h2 r1/2 |